# آب‌انبار فاطمه رحمانی
آب‌انبار فاطمه رحمانی مربوط به دوره صفوی تا دوره افشار است و در شهرستان صدوق، بخش مرکز ی، دهستان رستاق، روستای ابراهیم‌آباد واقع شده و این اثر در تاریخ ۲۶ اسفند ۱۳۸۶ با شمارهٔ ثبت ۲۲۱۲۲ به‌عنوان یکی از آثار ملی ایران به ثبت رسیده‌است.